# Synopeas acutispinus
Synopeas acutispinus är en stekelart som beskrevs av Peter Neerup Buhl 1998. Synopeas acutispinus ingår i släktet Synopeas och familjen gallmyggesteklar. Arten är reproducerande i Sverige. Inga underarter finns listade i Catalogue of Life.